# Амгалан (станція)
Амгалан (монг. Амгалан) — залізнична станція в Монголії, розташована на Трансмонгольській залізниці між станціями Улан-Батор і Хонхор.
Розташована в однойменному районі на сході Улан-Батора.